# Kemang Manis (Kaur Tengah)
Kemang Manis is een bestuurslaag in het regentschap Kaur van de provincie Bengkulu, Indonesië. Kemang Manis telt 206 inwoners (volkstelling 2010).